# 泰穆·萨洛
泰穆·萨洛（芬蘭語：Teemu Salo，1974年2月11日—），芬兰男子冰壶运动员。他曾代表芬兰参加2006年冬季奥林匹克运动会冰壶比赛，获得一枚银牌。他也获得过2005年欧洲混合冰壶锦标赛金牌。